# Santa Isabel (supermercado)
Santa Isabel es una cadena de supermercados chilena, fundada en 1976 con presencia en las regiones de Arica y Parinacota y Los Lagos. Es propiedad del consorcio multinacional Cencosud.

## Historia

### Comienzos y expansión
Santa Isabel fue fundado en Valparaíso el 6 de diciembre de 1976 por Eduardo Elberg Simi. Hasta mediados de la década de los 1990 mantuvo un crecimiento orgánico y presencia entre la Región de Coquimbo y la Región de Los Lagos.
En 1996 comienza un agresivo plan de expansión tanto nacional como internacional. Dentro de los hitos de esta época están la apertura a la Bolsa de Comercio, el ingreso a la Región Metropolitana, el ingreso a Perú y la apertura de locales en Paraguay (bajo la enseña Supermercados Stock). En julio de 1996 compra la cadena Multimarket que operaba 25 locales en Santiago y el centro y sur del país bajo las enseñas Multimarket y Gigante. En septiembre de aquel año compra la cadena Marmentini Letelier, con 10 locales en la Región Metropolitana y en San Antonio. En el plano internacional, la empresa abre sus primeras sucursales en Ecuador. En 1997 es adquirida por el grupo Velox, propietario de la argentina Disco. 
Hacia finales de la década de 1990 Santa Isabel operaba 63 locales en Chile bajo la marca Santa Isabel y en Paraguay como Supermercado Stock, además de las operaciones en Perú y Ecuador. Sin embargo, en 1999, Santa Isabel abandonó el mercado ecuatoriano debido a un boicot de las principales cadenas de supermercados de dicho país.

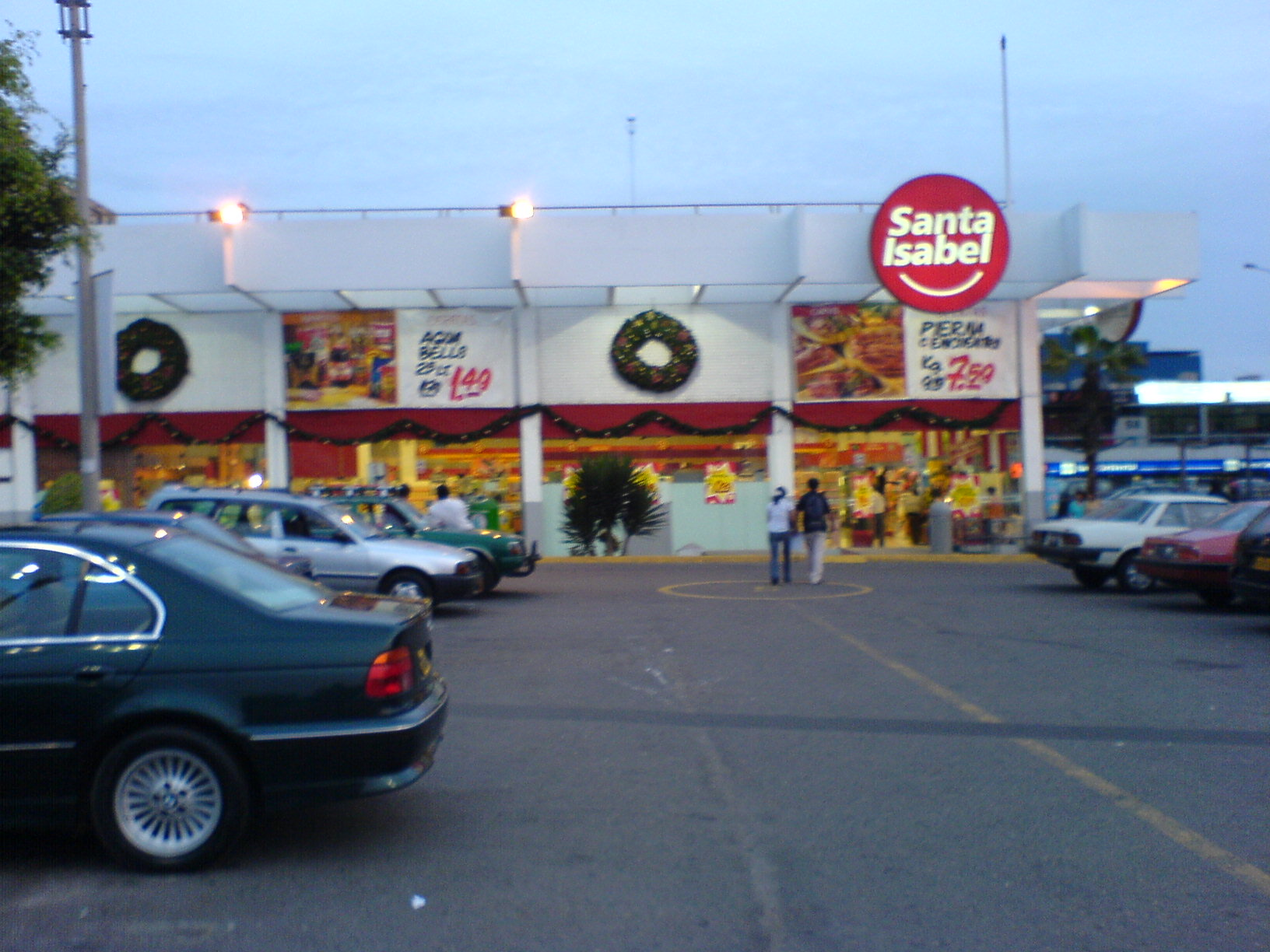
Último Santa Isabel de Perú en cerrar. Actualmente es ocupado por un supermercado Metro.

En 1999 es adquirida por Royal Ahold mediante la compra de Disco Argentina. Posteriormente, en 2001 Santa Isabel absorbe las operaciones de Supermercados Agas (propietaria también de Supermercados Uriarte). La empresa comienza a operar la enseña Tops en hipermercados, desapareciendo la marca Stock. En 2003 la filial peruana de Santa Isabel, es vendida al grupo peruano Intercorp, tres años después, en 2006, Intercorp toma la decisión de dejar de utilizar la marca Santa Isabel e inicia un proceso entre los años 2006 y 2009 donde transforma las tiendas en Plaza Vea y Vivanda, dando fin a la cadena en el país andino después de 16 años en funcionamiento. El último Santa Isabel del territorio peruano en cerrar fue el de Jesús María, que operó hasta finales de agosto de 2009.

### Bajo Cencosud
El holding Cencosud adquirió el 31 de julio de 2003, la totalidad de los supermercados Santa Isabel y Tops en Chile por unos 90 millones de dólares. Los locales de Santa Isabel, al ser supermercados de proximidad, se complementarían con la cadena de hipermercados Jumbo, como parte de la división de supermercados del grupo, al poseer diferentes ubicaciones y abarcar distintas necesidades de compra de la población. Para 2004, Santa Isabel tenía 73 locales en todo Chile.
Luego de que Cencosud adquiriera en 2004, las cadenas de supermercados Las Brisas, Extra y Montecarlo, estas se unificaron bajo la marca Santa Isabel. Lo mismo sucede con la cadena Economax, adquirida el 12 de julio de 2006.

## Infraestructura
La cadena de supermercados actualmente posee 195 locales con presencia en 14 de las 16 regiones de Chile.
| Región             | Locales |
| ------------------ | ------- |
| Arica y Parinacota | 3       |
| Tarapacá           | 2       |
| Antofagasta        | 3       |
| Atacama            | 3       |
| Coquimbo           | 10      |
| Valparaíso         | 44      |
| Metropolitana      | 74      |
| O'Higgins          | 8       |
| Maule              | 8       |
| Ñuble              | 1       |
| Biobío             | 18      |
| La Araucanía       | 10      |
| Los Ríos           | 3       |
| Los Lagos          | 7       |
| Total              | 195     |

## Controversias

### Abusos laborales
El 30 de abril de 2007, la dirigente de la Central Unitaria de Trabajadores de Chile (CUT) y exdiputada, María Rozas, denunció en Radio Cooperativa abusos que se cometían en contra las cajeras de los supermercados Santa Isabel. En particular, se denunció que las cajeras estarían obligadas a trabajar turnos de nueve horas sin poder moverse. A causa de esto, algunas de ellas se verían forzadas a usar pañales desechables, dada la imposibilidad de ir al baño.
Además de eso, los empaquetadores (conocidos como Carryboys) estaban impedidos de recibir propinas o alguna generosidad por parte de los clientes, también estaban impedidos de mantener todo tipo de contacto amigable o relación cordial, lo cual era una forma de discriminación social entre el trabajador y los clientes; de esta manera los Carryboys perdían la motivación y es por eso que era el puesto de trabajo con mayor cantidad de renuncias o deserción laboral en Chile y Perú. 
La presidenta de la comisión del Trabajo de la Cámara de Diputados de Chile, Ximena Vidal ratificó las denuncias de las trabajadoras, calificando el hecho como una vergüenza, mientras que la subdirectora del SERNAM, Carmen Andrade, manifestó su “total rechazo” indicando que “tener ganancias no es incompatible con respetar los derechos laborales”.
Cencosud rechazó las acusaciones a través de la gerente de asuntos corporativos, Gabriele Lothholz, quien indicó nunca haber recibido un reclamo formal al respecto. Sin embargo, la firma reconoció que "es posible que hayan podido presentarse casos aislados de prácticas que no se ajustan a las normas y procedimientos de Santa Isabel". El 2 de mayo, la Dirección del Trabajo ratificó las acusaciones, y confirmó haber multado a la compañía por hostigamiento laboral.
El 4 de octubre de 2023 Santa Isabel fue multado por 60 Unidades Tributarias Mensuales -aproximadamente $3.800.000-.
Esto se debe a que, a mediados de 2022 tres trabajadores de la sucursal ubicada en la comuna de La Unión, Región de Los Ríos, eran obligados a prestar servicios a la multitienda Paris para la entrega de productos adquiridos de forma conectada, si más bien Santa Isabel y París pertenecen a Cencosud en el contrato y en el reglamento interno de Santa Isabel no tiene contemplado que sus trabajadores realicen labores para una compañía distinta de Cencosud. 
Por este caso, la empresa ingresó un recurso de nulidad que buscaba dejar sin efecto la sanción impuesta por el tribunal de la mencionada comuna, sin embargo, la Segunda Sala del tribunal de alzada falló de forma unánime y desechó la acción legal por estimar que la multa cursada se ajustó a derecho.

### Boicot en Ecuador
En septiembre de 1997, Santa Isabel incursionó en el mercado ecuatoriano con la inauguración de dos supermercados en la ciudad de Guayaquil. La prensa local y especializada vieron con buenos ojos la entrada de un competidor extranjero al país. Sin embargo, las reacciones de las dos principales cadenas de supermercados, Supermaxi y Mi Comisariato fueron bastante negativas.
Semanas antes de la inauguración de Santa Isabel, tanto Supermaxi y Mi Comisariato decidieron boicotear a la empresa chilena a través de sus proveedores, amenazándolos con retirar sus marcas si descubrían cualquier existencia, apoyo o actividades comerciales para Santa Isabel. De acuerdo con Jorge Olivares, gerente de Santa Isabel de ese entonces, calificó este accionar como una práctica desleal y sabotaje. Sin embargo, los voceros de Supermaxi y Mi Comisariato desmintieron esos hechos, indicando que la estrategia de Santa Isabel que usaron en otros países estaba fracasando en Ecuador.
En el momento en el que Santa Isabel finalmente inició operaciones en Ecuador, solamente pudo ofrecer productos importados, muy caros para sus clientes.
Durante dos años, Santa Isabel intentó persuadir a los proveedores para que fueran parte de un proceso de selección que les permitiría colocar sus productos en los supermercados de la empresa en Chile, Perú, Paraguay y Argentina. Sin embargo, estas maniobras no tuvieron éxito. Los dueños de Santa Isabel amenazaron con llevar el caso ante la Organización Mundial de Comercio, pero esos esfuerzos no prosperaron.
La prensa especializada vio esto como algo nunca antes visto en el país, el cual podía poner en peligro las relaciones comerciales con Chile.
Santa Isabel tuvo planeado abrir 17 tiendas para 1998. Sin embargo, debido al boicot de Supermaxi y Mi Comisariato, además del feriado bancario que terminó por cerrar el supermercado que tenían en Puntilla Mall, hizo que Santa Isabel decidiera abandonar el país de forma definitiva. Su único local comercial y los derechos del nombre fueron comprados por una empresa local que por años sobrevivió hasta que el 15 de marzo de 2006, un incendió consumió buena parte del local, hecho que hizo que Santa Isabel deje de existir para siempre en Ecuador.  Actualmente, lo que antes era Santa Isabel es ahora una ferretería comprada por Corporación Favorita.

## Galería

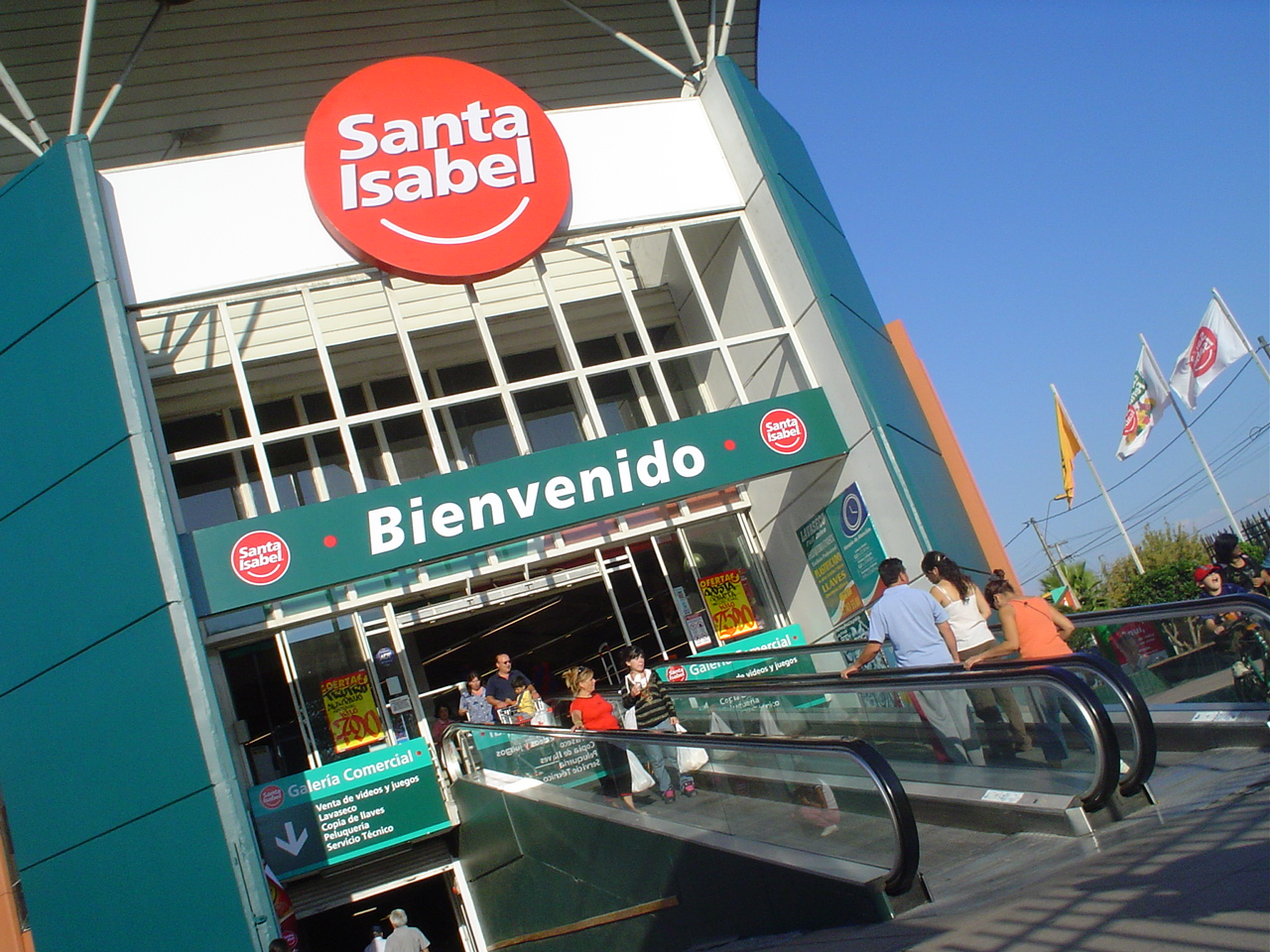
Local de Santa Isabel en Maipú.
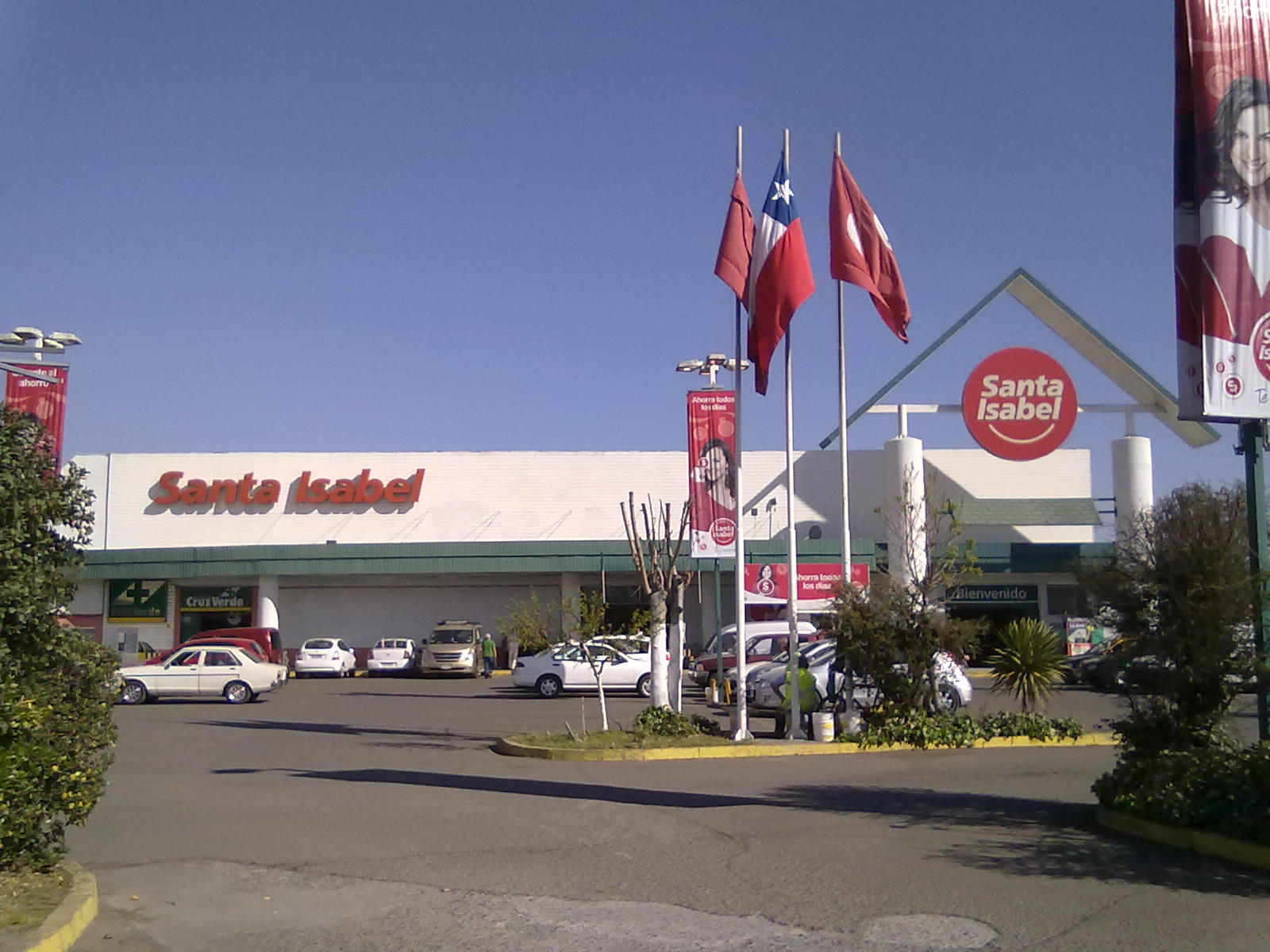
Local de Santa Isabel en Quinta Normal.
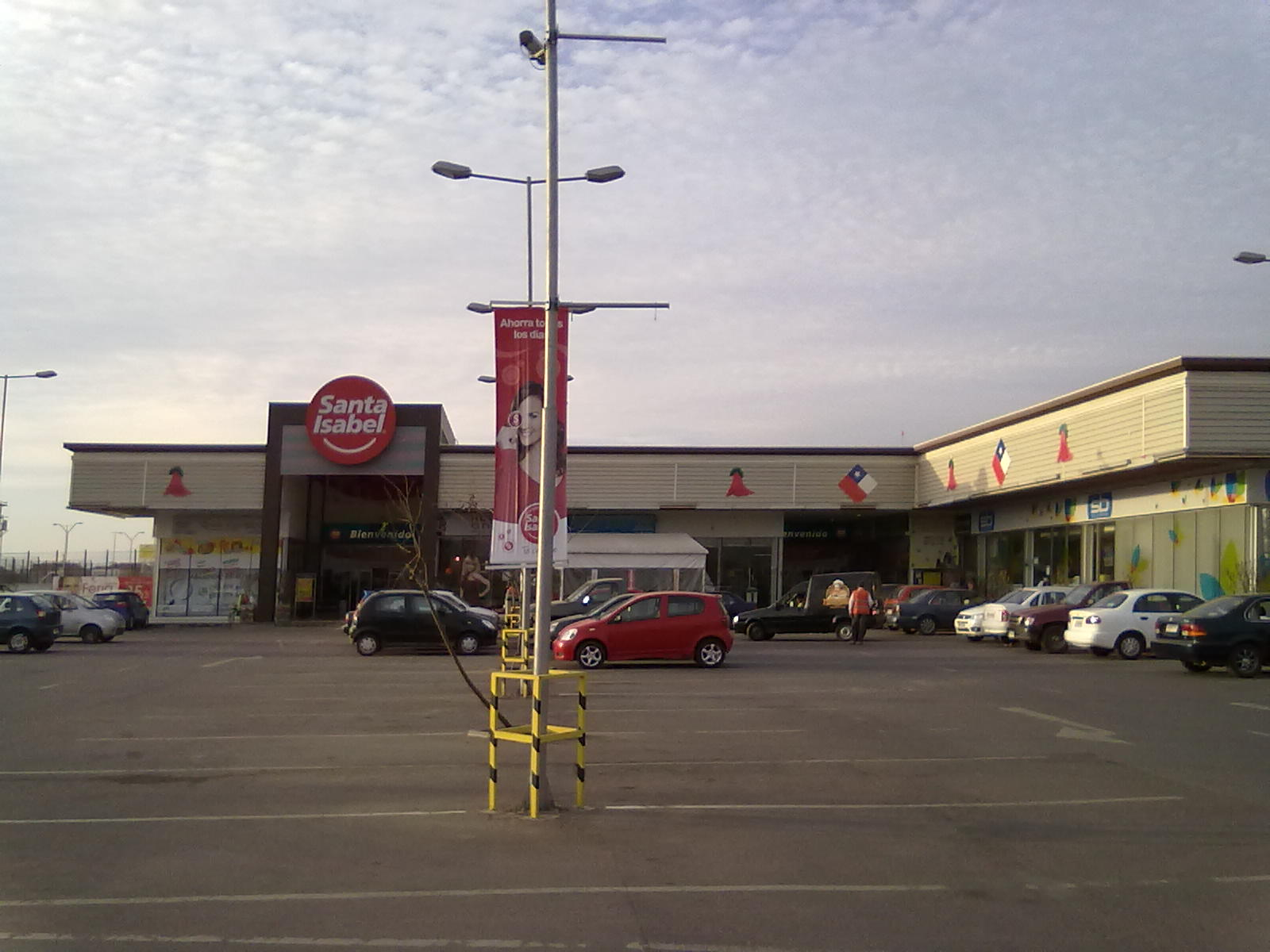
Local de Santa Isabel en Valle Grande, Lampa.
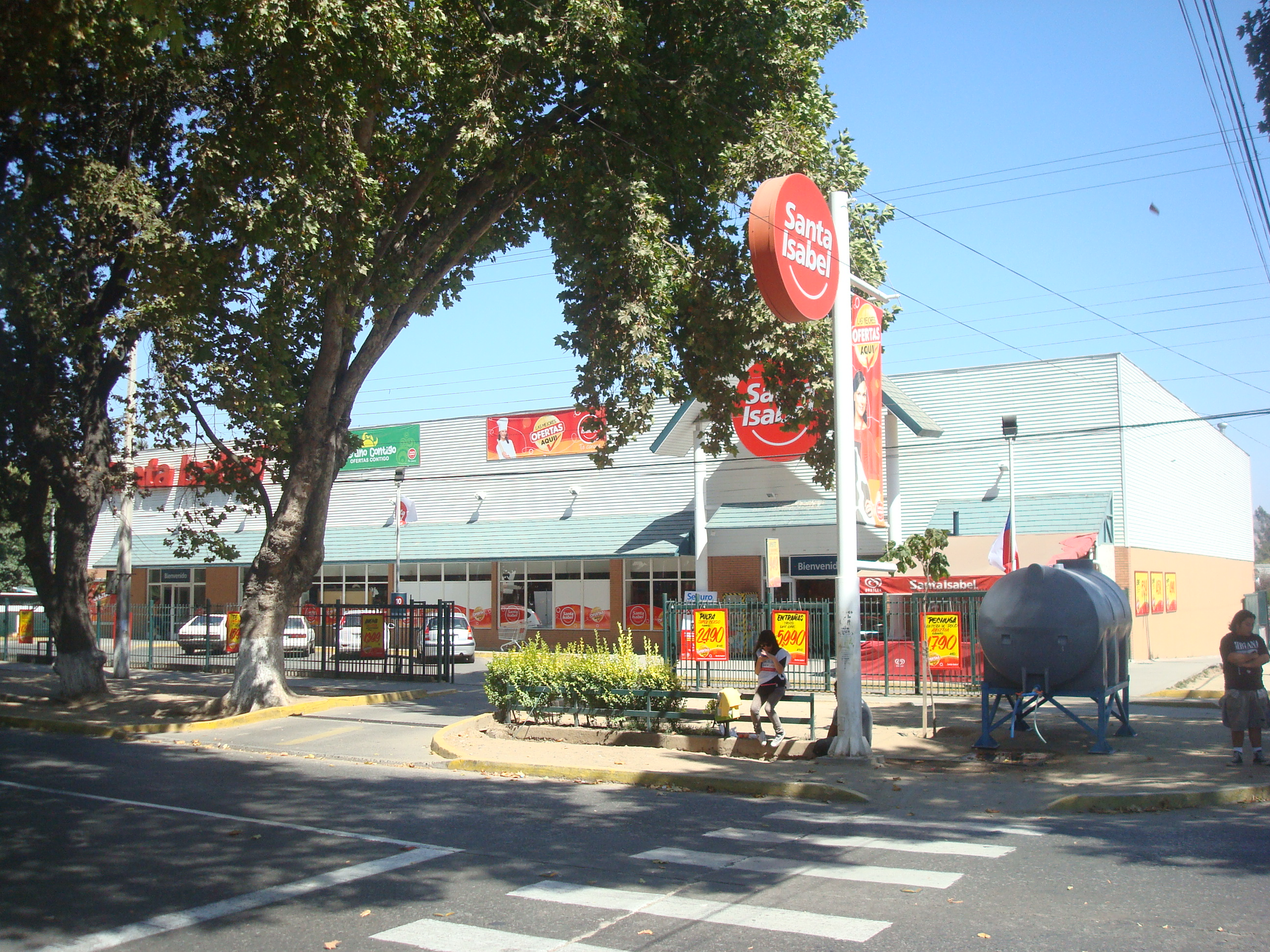
Local de Santa Isabel en San Francisco de Limache.
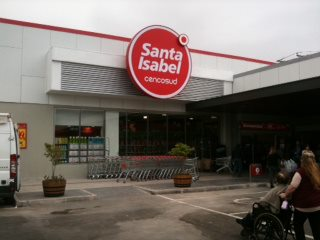
Local de Santa Isabel en La Cruz.
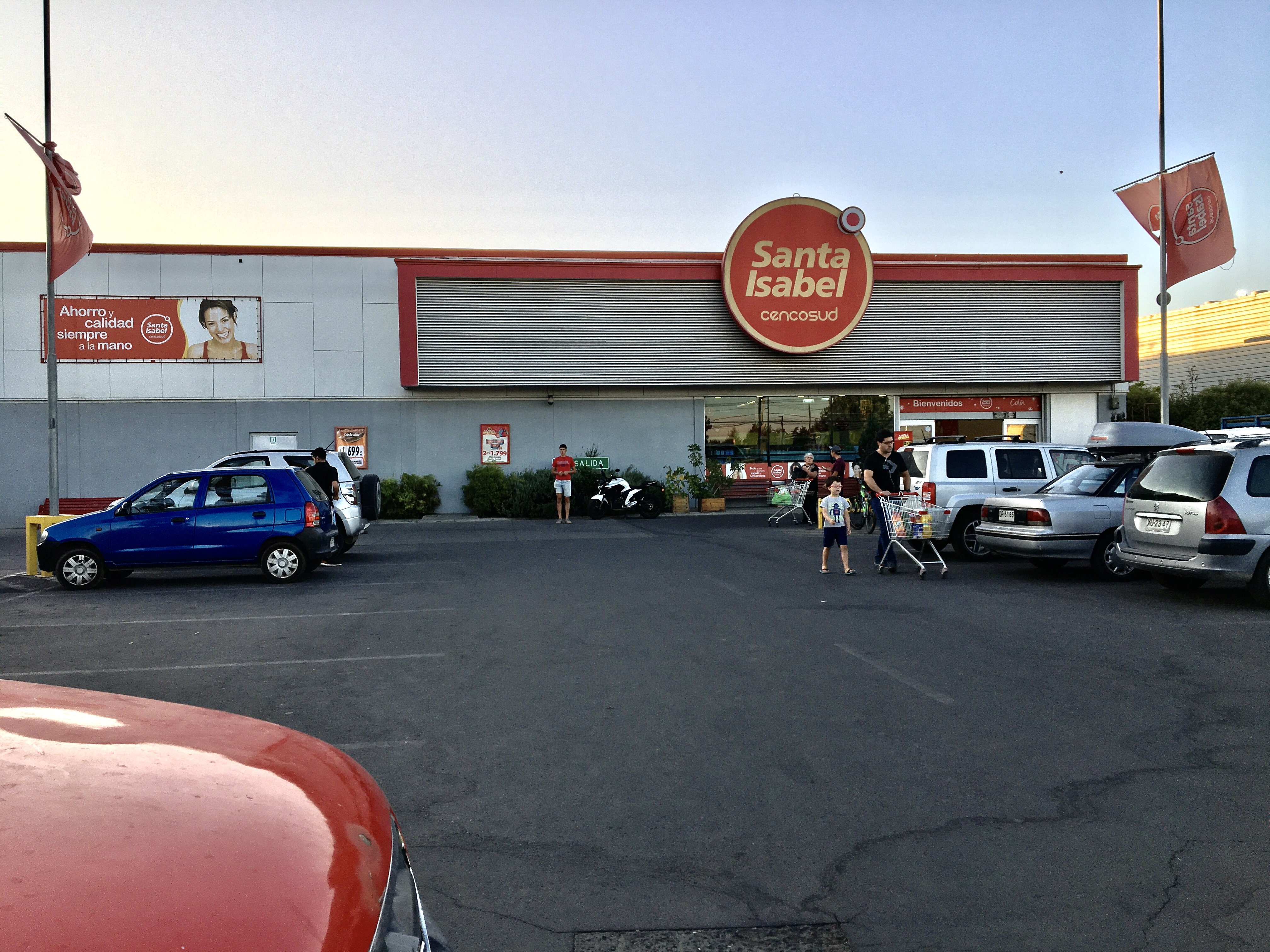
Local de Santa Isabel en Talca
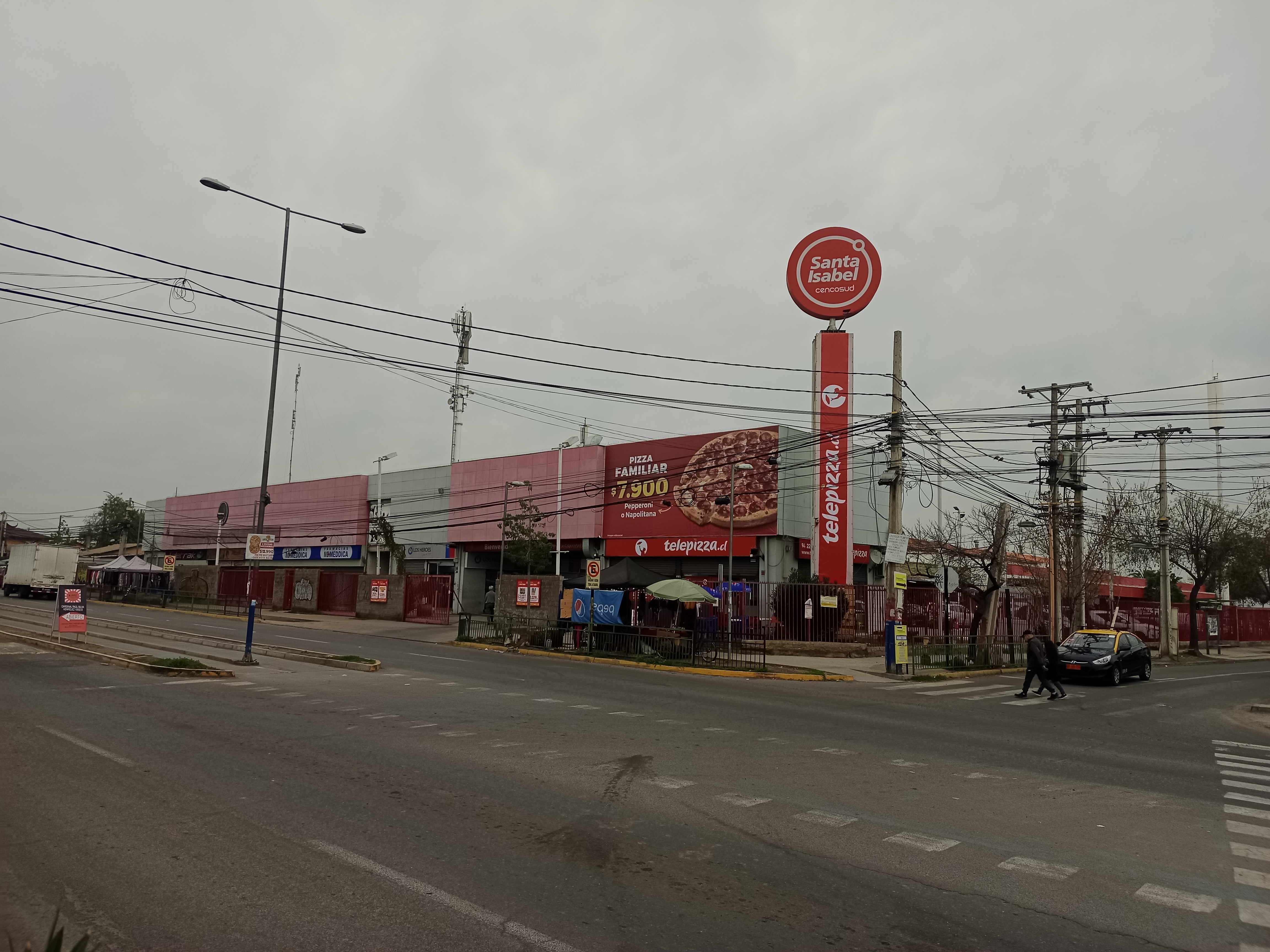
Local de Santa Isabel en La Granja
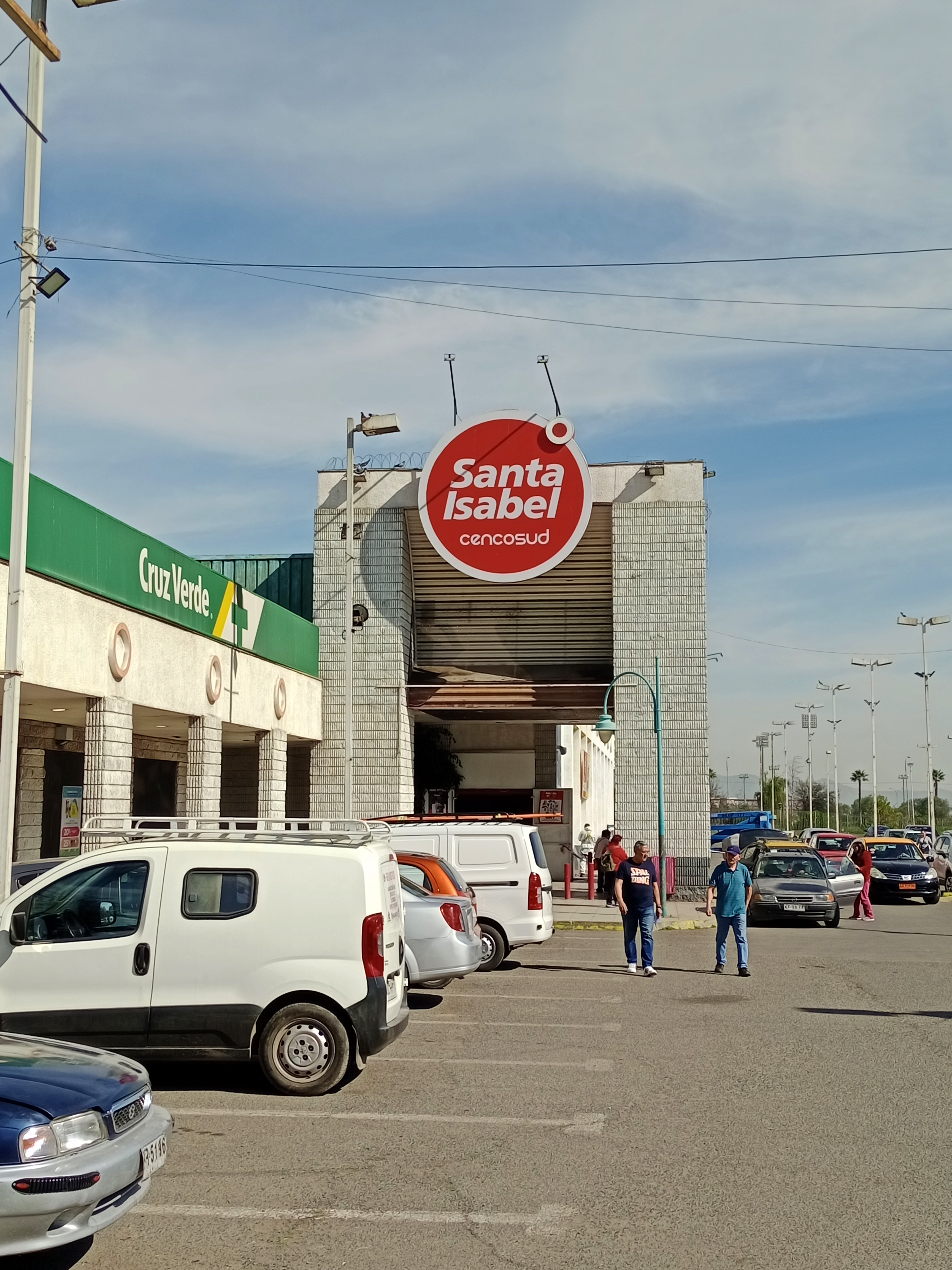
Local de Santa Isabel en La Pintana